# 雷丁站
雷丁站（英語：Reading railway station）是英國英格蘭伯克郡城市雷丁的一座火車站，位於市中心北端，毗鄰泰晤士河。車站隔壁有一座巴士站。2013年4月2014年3月期間，雷丁車站有157萬人乘客上下車，是英國倫敦以外地區第九繁忙的車站。